# Culicicapa helianthea
Culicicapa helianthea е вид птица от семейство Stenostiridae.

## Разпространение
Видът е разпространен в Индонезия и Филипините.